# Димитър Братанов (политик)
 Тази статия е за политика Димитър Братанов.  За генерала Димитър Братанов вижте Димитър Братанов.  
Димитър Цочев Братанов е политик от БКП.

## Биография
Роден е през 1909 г. в семейството на Цочо Братанов Радкински в ловешкото село Гложене. Има двама братя – педиатъра Братан Братанов и академик Кирил Братанов (1911 – 1986). Като ученик се включва във въздържателно дружество. От 1925 г. пише редица статии в сп. „Борба“, сп. „Трезва мисъл“. През 1928 г. завършва гимназия в Стара Загора. През 1932 г. завършва право в Софийския университет. От 1930 г. е секретар на Съюза на социалистическата младеж. Членува в БРСДП от 1928 до 1948 г. Бил е редактор на вестниците „Сигнал“ (1936), „Култура“ (1937 – 1940), „Трезво общество“ (1936 – 1938) и „Народ“ (1944 – 1947). Бил е арестуван и интерниран за дейността си в Несебър (1938). Уволнен като юрисконсулт в кооперативна организация. По време на Втората световна война е член на НК на ОФ (от 1942). Адвокат в процеси срещу комунисти. Участва в опитите за единен фронт, като работи за обединяване на дейността на комунисти и социалисти.
След 9 септември е член на ръководството на БРСДП, а при сливането ѝ с БКП става член на БКП. Димитър Братанов е бил пълномощен министър в Италия (1947 – 1948), Белгия (1948 – 1950) и Швейцария (1950 – 1951). В периода 1958 – 1964 г. е пълномощен министър в Швеция, Дания и Норвегия. Кандидат-член е на ЦК на БКП от 1948 до 1954 и член от 1954 до 1990 г. Братанов е бил секретар и заместник-председател на Постоянната комисия по външните работи. Между 1966 и 1972 г. е председател на националния комитет за трезвеност. От 1972 г. е член на Президиума на националния съвет на ОФ. В периода 1971 – 1977 г. е председател на Националния комитет за европейска сигурност и сътрудничество. От 1974 г. е председател на Международната комисия за борба с алкохолизма. Награждаван е с два ордена „Георги Димитров“ (1969, 1984), орден „Народна република България“ – III ст. (1959) и с почетното звание „Герой на социалистическия труд“ (указ № 610 от 20 април 1979).

## Книги
- „В страната на Данте и Толиати“, Изд. на ОФ, 1954
- „Швеция: Романтика и стомана“, Изд. на ОФ, 1967
- „Бележити учени и писатели против алкохолизма: [Очерци].“, Народна просвета, 1980
- „Вълната на Народния фронт: Спомени.“, Партиздат, 1986